# Aristotelia australasica
Aristotelia australasica is een soort uit de familie Elaeocarpaceae. Het is een struik die groeit in of nabij koele regenwouden in het noorden van de Australische staat New South Wales.
De bladeren zijn 10-15 centimeter lang en 2-5 centimeter breed en hebben een ovale bladschijf. De bladrand is fijn en regelmatig getand en de bladeren zijn dun behaard. De bloemen hebben een witte kleur en bloeien alleenstaand of in groepjes aan de takken. De bloeitijd vindt plaats in de lente. De besvormige vruchten zijn rood en eivormig.